# Caroline Bouffay
Pour les articles homonymes, voir Bouffay.
Caroline Bouffay, née le 13 septembre 1845 à Reims et morte le 7 décembre 1932 à Versailles, est une peintre française.

## Biographie
Née d'un père champenois et d'une mère lilloise, Caroline Julie Clémence Bouffay est la fille d’Éloi Hugues Albert Bouffay, négociant, et d'Adilie Éléonore Desrousseaux.
Élève de Pierre Bourgogne et d'Albert Rigolot, elle expose au Salon des artistes français de 1879 à 1901.
Elle tient son atelier successivement à Allennes-les-Marais, Haubourdin, puis se retire à Versailles.
Elle meurt célibataire à son domicile, à l'âge de 87 ans.

## Œuvres exposées aux Salons parisiens
- Fleurs et fruits d'automne, au Salon de 1879
- Fruits, au Salon de 1879
- Pavots, au Salon de 1880
- Fruits, au Salon de 1880
- Gibier, au Salon de 1881
- Myosotis et roses, au Salon de 1881
- Fleurs de Provence, au Salon de 1882
- Les Pavots, au Salon de 1883
- Sur la pelouse ; fleurs d’été, au Salon de 1890
- Sur ma fenêtre, au Salon de 1895
- La Dune de Wissant, au Salon de 1897
- Une Prairie normande, au Salon de 1898
- Une Haie de cactus, au Salon de 1899
- Un Village dans la montagne, au Salon de 1900
- La Maison du tailleur de pierres, au Salon de 1901